# جوزيف كريستوفر ييتس
جوزيف كريستوفر ييتس (بالإنجليزية: Joseph Christopher Yates)‏ (9 نوفمبر 1768 - 19 مارس 1837) هو محامي وسياسي ورجل دولة أمريكي ومؤسس كلية الاتحاد.

## وفاته
توفي ييتس بتاريخ 19 مارس 1837 دفن في البداية في مقبرة العائلة في مقاطعة شينيكتادي. في عام 1889 قامت ابنته بنقله وغيره من أفراد الأسرة إلى ضريح للعائلة في باحة أحد الكنائس.